# Мороццо
Мороццо (итал. Morozzo) — коммуна в Италии, располагается в регионе Пьемонт, в провинции Кунео.
Население составляет 2034 человека (2008 г.), плотность населения составляет 97 чел./км². Занимает площадь 21 км². Почтовый индекс — 12040. Телефонный код — 0171.
Покровителем коммуны почитается святой Магн из Кунео, празднование в последнее воскресение июля. Также в коммуне 8 сентября особо празднуется Рождество Пресвятой Богородицы.

## Демография
Динамика населения:

## Администрация коммуны
- Официальный сайт: